# Жанна дю Мор'є
Жанна дю Мор'є (англ. Jeanne du Maurier; 27 березня 1911 — 12 січня 1997) — британська художниця.

## Життєпис
Жанна дю Мор'є народилася 27 березня 1911 року у Лондоні в родині акторів Джеральда дю Мор'є (1873—1934) та Мюріель Бомонт (1877—1957). Її дідом був художник та письменник Джордж дю Мор'є (1834—1896), автор роману «Трільбі» (1894). Її старшими сестрами були письменниці Анджела дю Мор'є (1904—2002) та Дафна дю Мор'є (1907—1989). Її рідною тіткою була Сільвія Левелін-Девіс (1866—1910), відома своєю дружбою з Джеймсом Баррі, й тим, що п'ятеро її синів стали прототипами персонажів його повісті про Пітера Пена.
З дитинства Жанна виявляла талант до малювання та живопису. У 16 років відвідувала лондонську Центральну школу мистецтв та ремесел (нині — мистецтв та дизайну), де викладав Бернард Менінський. Пізніше навчалася у St John's Wood Art School під керівництвом П. І. Мілларда.
Після смерті батька 1934 року вона разом з матір'ю та сестрою Анджелою переїхала з Кеннон Холла, їхньої родинного будинку у Гемпстеді, до меншого дому неподалік. Також деякий час вони жили у Феррісайді, маєтку родини дю Мор'є в Корнуоллі. Під час Другої світової війни вона разом з Анджелою працювала у Головному об'єднанні робітників сільського господарства для вдоволення потреб населення.
1945 року після відвідин колонії художників у місті Сент-Айвз Жанна дю Мор'є повертається до творчості. Тоді ж пересилилась з Феррісайда до студії у Сент-Айвз. 1946 року відбулась її перша виставка на осінньому вернісажі міського Товариства митців, а також вона познайомилася з художницею Дод Проктер, дружиною художника Ернеста Проктера, з якою в неї зав'язалися близькі стосунки.
1949 року Жанна дю Мор'є та Дод Проктер отримали запрошення приєднатися до Penwith Society of Arts, заснованого скульпторами Барбарою Гепворт та Беном Ніколсонном, які бажали відділитись від традиційного Товариства митців Сент-Айвз. Саме тоді вона познайомилася з поетесою Ноель Велш, яка була її супутницею та партнеркою решту життя.
1953 року Жанна дю Мор'є та Ноель Велш оселилися в селищі Манатон у Дартмурі, графство Девон, яке й стало їхнім постійним місцем проживання.
Жанна дю Мор'є писала в основному натюрморти, квіти, пейзажі та зрідка портрети. Вона не припиняла малювати та виставляла свої роботи у галереях в Лондоні та Корнуоллі, у Товаристві митців Сент-Айвз та в Ньюлінській школі (Newlyn Artists).
Жанна дю Мор'є померла 12 січня 1997 року в себе вдома у Дартмурі в 85-річному віці.